# 黑綿羊咩咩叫
黑綿羊咩咩叫（Baa, Baa, Black Sheep）是一首英語童謠，最早的版本可追溯到1731年，隨後的數個世紀中有過少許變動，但古今版本基本一致。關於這首歌的寓意有許多猜測，例如抱怨中世紀英格蘭羊毛稅、奴隸貿易等，但都未被證實。此歌曲也常被被文學和影視作品引用。

## 現代版本

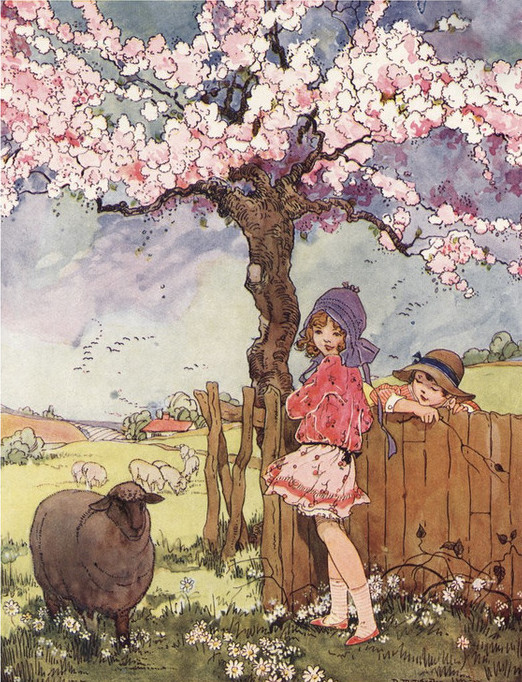
多蘿西·M·惠勒為黑綿羊咩咩叫繪製的插圖

最近的版本是：
| Baa, baa, black sheep, Have you any wool? Yes, sir, yes, sir, Three bags full; One for the master, And one for the dame, And one for the little boy Who lives down the lane. | 黑綿羊咩咩叫， 你有羊毛嗎？ 是的，先生。是的，先生， 有整整三袋 一袋給男主人， 一袋給女主人 一袋送給小男孩， 他住在小巷里。 |

這說歌曲以單節揚抑格的形式寫成，易於兒童學習。 Roud Folk Song Index將之分類為民歌（folk song），編號4439，包含英國和北美洲國家的諸多變體。

## 原始版

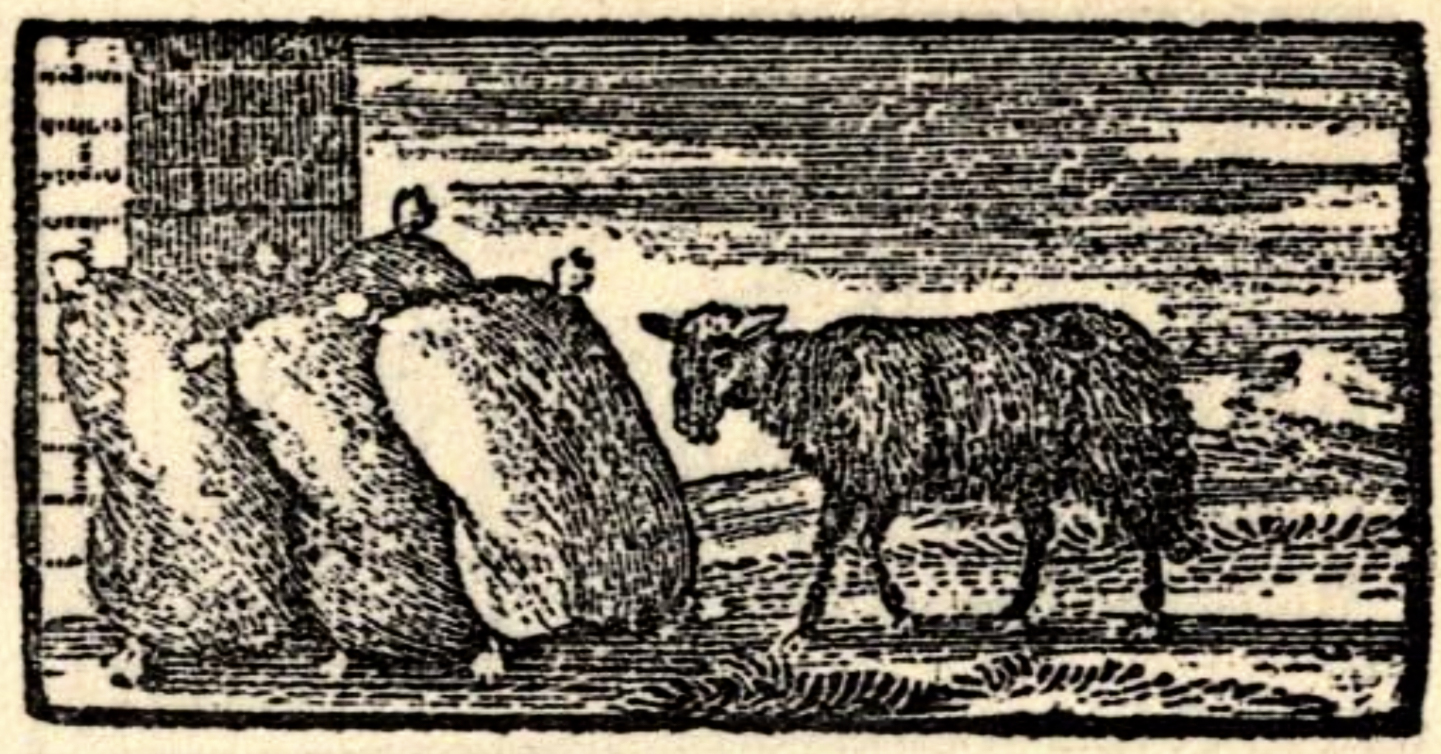
《鵝媽媽童謠集》中的此歌曲插圖，1765年左右首版

黑綿羊咩咩叫最早被印在《Tommy Thumb's Pretty Song Book》中，出版于於1744年左右：
Bah, Bah a black Sheep,
Have you any Wool?
Yes merry have I,
Three Bags full,
One for my master,
One for my Dame,
One for the little Boy
That lives down the lane.
其次則是1765年左右首版的《鵝媽媽童謠集》，除去最後一行被變為“But none for the little boy who cries in the lane”之外與前一版本完全一致。

## 旋律及其他變體

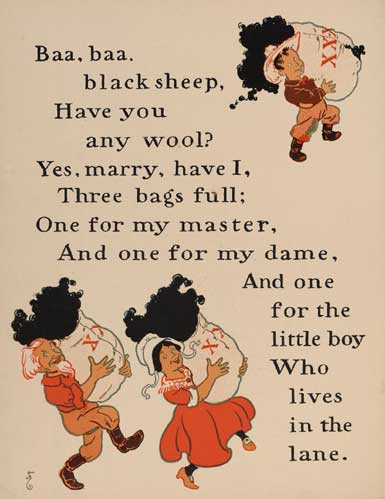
威廉·華萊士·丹斯洛為1901年版《鵝媽媽》所做的插圖

其旋律基本上於1761年的法國歌曲Ah! Vous dirai-je, Maman（也用於Twinkle Twinkle Little Star和Alphabet song）一致。歌詞和旋律的結合最在出現於A. H. Rosewig的《Nursery Songs and Games》中，該書於1879年出版于費城。
1986年和1999年有組織兩次提出修改該歌曲的歌詞，并寄往政府部門要求正式修正，但都沒有被採納。 此外民間還有許多小眾的非正式變體唱法。

## 意義
關於這首歌的真正來源和意義有很多推測，但都沒有強有力的證據。 Katherine Elwes Thomas在《The Real Personages of Mother Goose》（1930年）認為這首歌是在表達對沉重的羊毛稅的抗議， 即一般特指1275年成立的英格蘭的羊毛稅徵收政策，該政策一直沿用到15世紀。 後來這首歌又被認為與奴隸貿易，特別是美國南部奴隸貿易有關。 此歌曲也被認為曾用在與政治正確有關的爭論中，並被多次修改，但這一點也沒有證據來證實。 不過相對於這首歌曲的消極影響，實際上因為不需要染色，黑綿羊的羊毛常常被認為是一種優質的織物。

## 引用
這首歌曲常被引用在文學及其他文化中，魯德亞德·吉卜林曾將之作為其1888年寫作的一篇短篇故事的標題。 美國海軍陸戰隊的黑綿羊中隊長官帕皮·波音頓曾使用黑綿羊咩咩叫作為他的一本書的標題。1976年至1978年NBC的一部電視劇也叫做黑綿羊咩咩叫。 1951年，黑綿羊咩咩叫和興致勃勃兩首歌曲成為了世界上最早被錄入并由計算機播放的歌曲。